# Боросиликатное стекло
Боросиликатное стекло — силикатное стекло, где щелочные компоненты в исходном сырье заменены на оксид бора (B2O3). От обычного стекла отличается повышенной термической стойкостью и повышенной стойкостью к механическим повреждениям. Впервые синтезировано Отто Шоттом в 1887 году.
В состав оптических стёкол оксид бора вводят для того, чтобы повлиять на характер зависимости показателя преломления от длины волны света.

## Коэффициент теплового расширения
У боросиликатного стекла коэффициент теплового расширения примерно в три раза меньше, чем у натрий-известкового стекла. Среди стёкол этот коэффициент меньше только у кварцевого стекла (почти в 10 раз). Это позволяет стеклу не трескаться при резких изменениях температуры. Этим также обусловлено его применение в качестве противопожарного и в других случаях, когда необходима термическая стойкость. Поскольку коэффициент плотности у боросиликатной основы выше, чем у силикатных стёкол, оно лучше защищено от риска физических повреждений. Этим достигается повышение химической стойкости и уменьшение коэффициента линейного теплового расширения — до 3,1⋅10−6 °C−1 при 20 °C у лучших отечественных образцов.

## Использование
Художники по стеклу применяют боросиликатное стекло для изготовления различных композиций в пламени горелки. Из него выдуваются дорогостоящие декоративные художественные фужеры, бокалы, вазы, графины, фигурки и т. д. Также из него изготавливают ювелирные украшения, зачастую сочетая с драгоценными металлами.
В быту, для изготовления посуды для открытого огня, заварочных чайников. Применяется как материал для лабораторной посуды, а также для химической промышленности и других отраслей, например, в качестве материала теплообменника для тепловых электростанций. Также применяется для изготовления гитарных слайдов.
Также боросиликатное стекло может применяться для изготовления пипеток для ИКСИ, биопсии бластомера, которая проводится для проведения предимплантационной генетической диагностики с использованием в качестве генетического материала биопсийных клеток. Существует 3 варианта пипеток с внутренним диаметром от 4 мкм до 7,5 мкм. Длина пипетки составляет от 60 до 75 мм и имеет угол скоса 30°. Пипетки предназначены для одноразового использования.
Боросиликатные стёкла различных составов составляют значительную часть марок оптических стёкол. В частности, к классу боросиликатных относятся такие типы кроновых оптических стёкол как лёгкие (ЛК), обычные (К), тяжёлые (ТК) и баритовые кроны (БК), а также кронфлинты (КФ). В свою очередь в каждый из этих типов входят несколько различных марок стёкол, выпускаемых промышленностью.
Из боросиликатного стекла изготавливают не только линзы, но и зеркала для телескопов-рефлекторов. Причина этого в сочетании цены и малого коэффициента температурного расширения.
В начале XX века это был лучший материал для этих целей. В настоящее время лучшим материалом являются церодур и ситаллы, но они стоят дороже пирекса.
Из боросиликатного стекла с коэффициентом линейного теплового расширения 2,8⋅10−6 °C−1 производства корпорации Ohara изготавливаются зеркала для Гигантского Магелланова телескопа (ГМТ).